# Aventure à Tokyo
Pour les articles homonymes, voir Call Me Mister.
Pour plus de détails, voir Fiche technique et Distribution.
Aventure à Tokyo (Call Me Mister) est un film musical américain en Technicolor réalisé par Lloyd Bacon, sorti en 1951.

## Fiche technique
- Titre français : Aventure à Tokyo
- Titre belge : Aventure à Tokyo
- Titre original : Call Me Mister
- Réalisateur : Lloyd Bacon
- Scénario : Albert E. Lewin et Burt Styler d'après une revue musicale d'Harold Rome et d'Arnold M. Auerbach
- Direction artistique : Lyle R. Wheeler et Joseph C. Wright
- Décorateur de plateau : Thomas Little et Bruce MacDonald
- Costumes : Charles Le Maire
- Photographie : Arthur E. Arling
- Montage : Louis R. Loeffler
- Musique : Leigh Harline (non crédité)
- Chorégraphe : Busby Berkeley et Angela Blue (assistante)
- Producteur : Fred Kohlmar
- Société de production et de distribution : Twentieth Century Fox
- Pays de production : États-Unis
- Langue : anglais
- Format : Couleurs (Technicolor)  - 35 mm - 1,37:1 - Son : mono (Western Electric Recording)
- Durée : 96 minutes
- Genre : Film musical
- Dates de sortie : 
  - États-Unis : 31 janvier 1951(New York)
  - France : 9 octobre 1953

## Distribution
- Betty Grable : Kay Hudson
- Dan Dailey : Sergent Shep Dooley
- Danny Thomas : P.F.C. Stanley Poppoplis
- Dale Robertson : Capitaine Johnny Comstock
- Benay Venuta : Billie Barton
- Richard Boone : Sergent du mess
- Jeffrey Hunter : L'enfant
- Frank Fontaine (en) : Sergent